# Stumpfwald
Der Stumpfwald ist Teil des nördlichen Pfälzerwalds im Süden von Rheinland-Pfalz. Das etwa 150 km² große Gebiet ist größtenteils der Nordpfalz zuzurechnen und erstreckt sich von West nach Ost auf den Gemarkungen der Gemeinden Enkenbach-Alsenborn (Landkreis Kaiserslautern) und Ramsen (Donnersbergkreis). Es gab dem Stumpfwaldgericht, einer alten Gerichtsstätte, und der musealen Stumpfwaldbahn den Namen.

## Geografie und Geologie
Die leicht gebirgige und von Taleinschnitten in alle Richtungen durchzogene Waldfläche hat eine mittlere Höhe von knapp 400 m ü. NHN. Von den Fließgewässern des Stumpfwalds hat der obere Eisbach mit dem Bockbach den stärksten Zufluss.
Geologisch baut sich der Stumpfwald – wie der Großteil des Pfälzischen Berglandes – überwiegend aus Buntsandstein auf, der sich vor etwa 250 Millionen Jahren (Übergang Perm/Trias) im damaligen Germanischen Becken aus windverblasenem Wüstensand bildete. Zusammen mit dem westlich (jenseits der Alsenz) angrenzenden Otterberger Wald wird das Gebiet von manchen Geowissenschaftlern auch Unterer Pfälzerwald genannt. Im Norden senkt er sich zum Tal der Pfrimm, die bei Worms in den Rhein mündet, im Osten grenzt er an den markanten Leininger Sporn (Höhe bis 516 m), im Süden an den Diemersteiner Wald und den Oberlauf der Isenach.
Für den Kraftverkehr erschlossen ist das Gebiet durch die Landesstraße 395, die am Eisbach aufwärts von Ramsen nach Enkenbach führt. Direkt am Südrand verläuft die Autobahn 6 (Mannheim–Saarbrücken), 5 bis 10 km weiter nördlich die Autobahn 63 (Kaiserslautern–Mainz). Die ursprünglich parallel zur Landesstraße verlaufende Eistalbahn von Grünstadt nach Enkenbach-Alsenborn wurde nach Stilllegung für den Abschnitt Grünstadt–Eiswoog wieder reaktiviert und dient vor allem dem Ausflugsverkehr.

## Geschichte

### Name
Urkunden aus den Jahren 765 und 1330 nennen das Gebiet „Stamp“, in den Jahren 1357, 1494 und 1596 hingegen „Stampf“. Das Wort bezeichnete Geländestellen, an denen es nötig war, wegen der recht steilen Hänge mit stampfenden Schritten zu gehen. In Unkenntnis des Wortursprungs erfolgte später die Umwandlung in den Namen Stumpfwald.

### Rechtliche Entwicklung
Die Beholzungsrechte des Waldes wurden bereits 1390 im Stumpfwaldweistum festgeschrieben. Sie überdauerten nicht nur das Spätmittelalter, sondern auch größere Herrschaftswechsel in den folgenden Jahrhunderten. So erfolgte nach der Französischen Revolution ab 1797 die Zuordnung zum Staatsgebiet Frankreichs, nach Napoleons endgültiger Niederlage ab 1816 zum Königreich Bayern. Sogar bis in die heutige Zeit gelten die Rechte fort.
Insbesondere die Einwohner der Neunmärker – neun Gemeinden, deren Gemarkungen nacheinander an den Eisbach angrenzen – durften sich im Stumpfwald mit Bauholz versorgen. Es waren dies Mertesheim, Grünstadt, Asselheim, Mühlheim, Albsheim, Heidesheim, Colgenstein, Obrigheim und Obersülzen. Weitere Inhaber solcher Rechte waren die Einwohner von Ramsen, Hettenleidelheim, Eisenberg und Stauf, weil diese Gemeinden zum Kloster Ramsen bzw. zur Herrschaft Stauf gehörten, die sich das Eigentum am Stumpfwald teilten. Einwohner von Wattenheim hatten nur dann Beholzungsrecht, wenn sie ein „Hornviehgespann“ ihr Eigen nennen konnten.
Der französische Staat, das Königreich Bayern und die Bundesrepublik Deutschland versuchten immer wieder vergeblich, das Eigentum am Stumpfwald zu erlangen. Zuletzt 1989 obsiegte in einem Rechtsstreit der nach dem Zweiten Weltkrieg gegründete Zweckverband der am Stumpfwald berechtigten Gemeinden (Neunmärkerei) und erstritt vom Land Rheinland-Pfalz die Herausgabe von Walderträgen in Höhe von 420.000 DM. Als auch die Gemeinde Wattenheim ihren Anteil hieran einforderte, wollten die Neunmärker zunächst gerichtlich geklärt wissen, ob die Waldbewirtschaftung mit Traktoren statt mit Zugtieren überhaupt unter das alte Weistum falle. 1990 wurde ein Vergleich geschlossen, der die Wattenheimer an dem Ertrag beteiligte, jedoch die Frage Zugtier versus Zugmaschine offenließ.

## Sehenswürdigkeiten

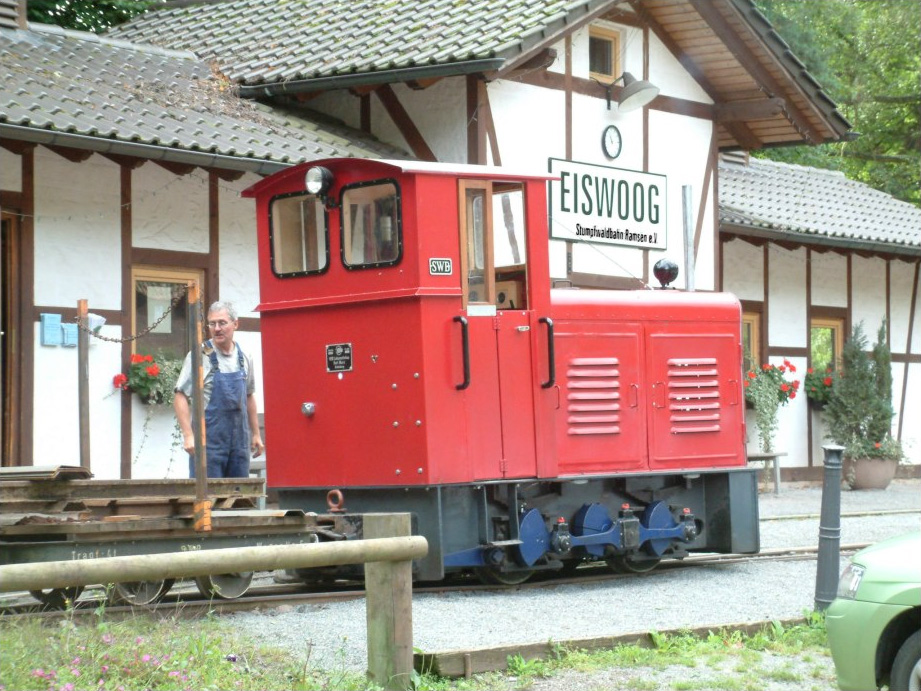
Stumpfwaldbahn am Bahnhof Eiswoog

Sehenswürdigkeiten im Stumpfwald sind die museale Stumpfwaldbahn, drei Brückenbauwerke der regionalen Eistalbahn, der Eiswoog-Stausee und das Stumpfwaldgericht.